# Panchkula (huyện)
Huyện Panchkula là một huyện thuộc bang Haryana, Ấn Độ. Thủ phủ huyện Panchkula đóng ở Panchkula. Huyện Panchkula có diện tích 816 ki lô mét vuông. Đến thời điểm năm 2001, huyện Panchkula có dân số 469210 người.